# Elysion (groupe)
Elysion est un groupe de metal gothique grec originaire d'Athènes et formé en 2006.
Les membres du groupe sont Christiana Chatzimichali (chant principal), Johnny Zero (guitare), Anthony FxF (guitare basse), Nid (guitare) et Laitsman (batterie).

## Histoire

### Silent Scream
Le groupe sort son premier album studio, Silent Scr3am, le 18 décembre 2009, sur le label Massacre Records . Il est produit et mixé par Mark Adrian, et masterisé par Ted Jensen.
L'album reçoit des critiques généralement moyennes à positives. Femmetal Online donne une note élevée à l'album, déclarant : « les chansons de 'Silent Scream' sont si implacables et contagieuses que j'ai eu du mal à trouver un défaut avec ce CD. Le son et la production sont excellents et le groupe a travaillé avec l'ingénieur américain Ted Jensen ». L'édition allemande de Metal Hammer donne à l'album une note moyenne, le qualifiant de « sensation potentielle » bien que les morceaux n'aient pas été jugés innovants.

### Someplace Better
Le 24 janvier 2014, Elysion sort un nouvel album intitulé Someplace Better. Il est produit par Mark Adrian aux studios ARTemis (Athènes), mixé par Dan Certa (We Are The Fallen, Ben Moody, Seether), et masterisé par David Collins (Black Sabbat, Alice Cooper, Mötley Crüe). Gustavo Sazes, qui a déjà travaillé pour des groupes comme Arch Enemy ou Morbid Angel, est responsable de la pochette.

## Membres du groupe

### Composition actuelle
- FXF - basse (2006-présent)
- NiD - guitares (2006-présent)
- Laitsman - batterie (2006-présent)
- Johnny Zero - guitares, claviers (2006-présent)
- Christiana Hatzimihali - chant (2008-présent)

## Discographie

### Albums
- Silent Scr3am (2009)
- Someplace Better (2014)[3]
- Bring Out Your Dead (2023)

### Singles et EPs
- Killing My Dreams (2012)[4]
- Güle Yel Degdi avec Alpha (2020)

### Démos
- Elysion (2006)

### Récompenses et nominations
- 2006 : meilleure démo selon le magazine Metal Hammer
- 2007 : meilleur groupe de rock selon Fillipos Nakas Music Award